# Flabellum campanulatum
Flabellum campanulatum är en korallart som beskrevs av Edmund William Hunt Holdsworth 1862. Flabellum campanulatum ingår i släktet Flabellum och familjen Flabellidae. Inga underarter finns listade i Catalogue of Life.